# خیابان مارکت (سان‌فرانسیسکو)

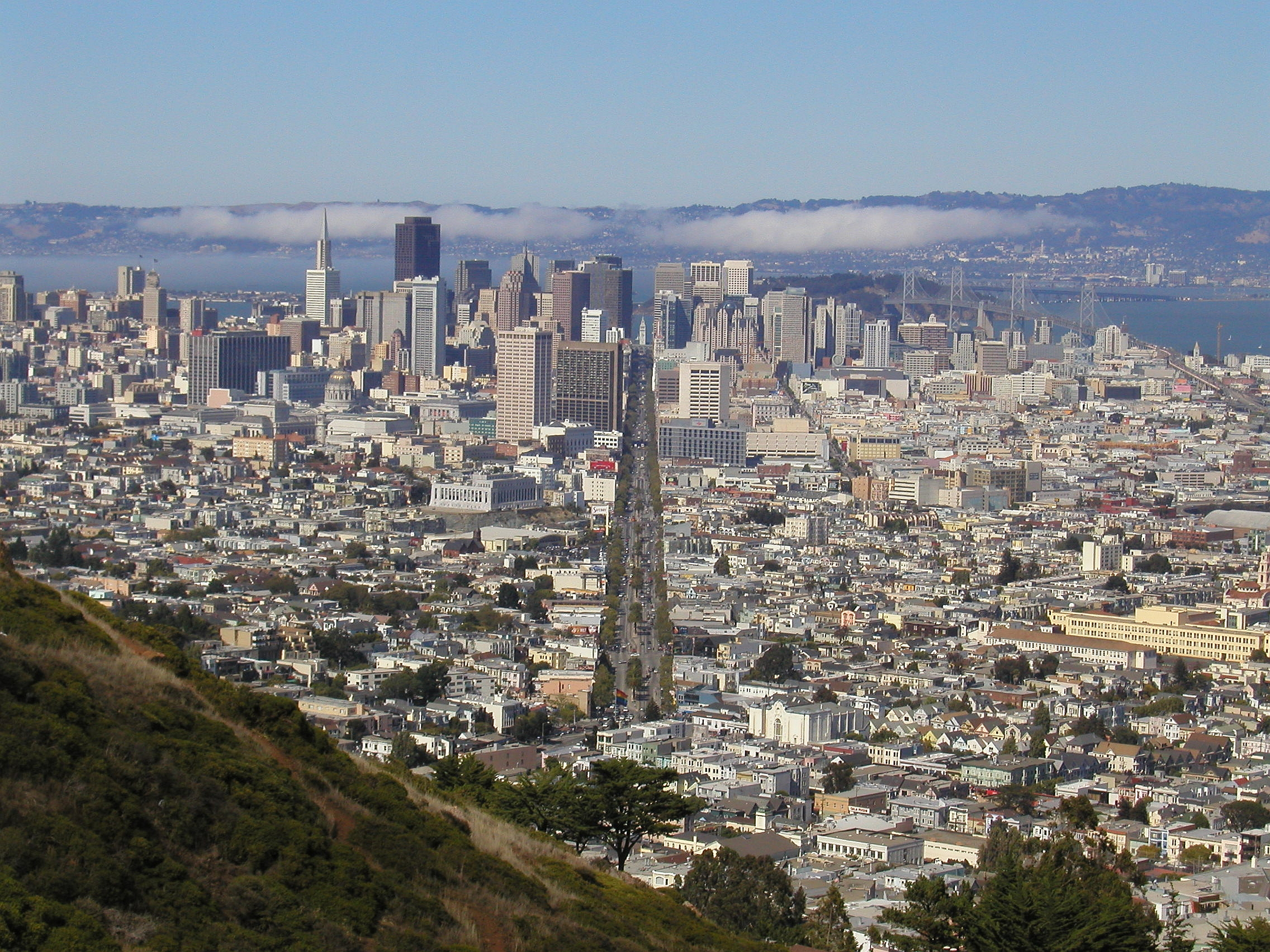
نمایی از خیابان مارکت از فراز کوه قله‌های دوقلو.

خیابان مارکت (به انگلیسی: Market Street)، یک معبر اصلی در شهر سان‌فرانسیسکو، کالیفرنیا است. خیابان مارکت از مقابل ساختمان فری سان‌فرانسیسکو آغاز می‌شود، از منطقه اقتصادی، سانفرانسیسکو و محلهٔ کاسترو می‌گذرد و تا محلهٔ قله‌های دوقلو امتداد می‌یابد.